# Dabkeh
La dabkeh (dabke ou debke au Levant, debka ou dabka dans le golfe Persique, en arabe : دبکة, « coup de pied ») est un type de danse folklorique connu au Levant, avec plusieurs versions régionales. C'est une danse de groupe en ligne où les danseurs se tiennent les mains et frappent le sol fortement. Elle est le plus souvent dansée dans les mariages, les banquets et les fêtes occasionnelles. Elle est menée aussi bien par les hommes que par les femmes. 
Le ou la meneuse de la dabkeh entraîne à sa suite la danse et les autres danseurs. C’est le ou la ras (chef) et il est autorisé à improviser sa danse. Il tient à la main un collier de perles masbaha et le fait tourner en l'air pendant que les autres danseurs donnent le rythme.
Les danseurs poussent parfois des cris pour donner de l'énergie à la danse et l'accentuer.
Elle est présente dans la culture levantine (libanaise, syrienne, palestinienne, jordanienne), mais aussi irakienne, yéménite, turque (halay), arménienne (churdj bar ou koçari) et kurde.

## Les pas de base
- un pas en croisant le pied gauche devant le pied droit
- ramener le pied droit à hauteur du pied gauche (en écartant légèrement les jambes)
- refaire le premier pas une deuxième fois
- levez le pied gauche (de façon que la jambe et le mollet fassent un angle droit) puis frapper le sol.
- répétez les trois mouvements en boucle.

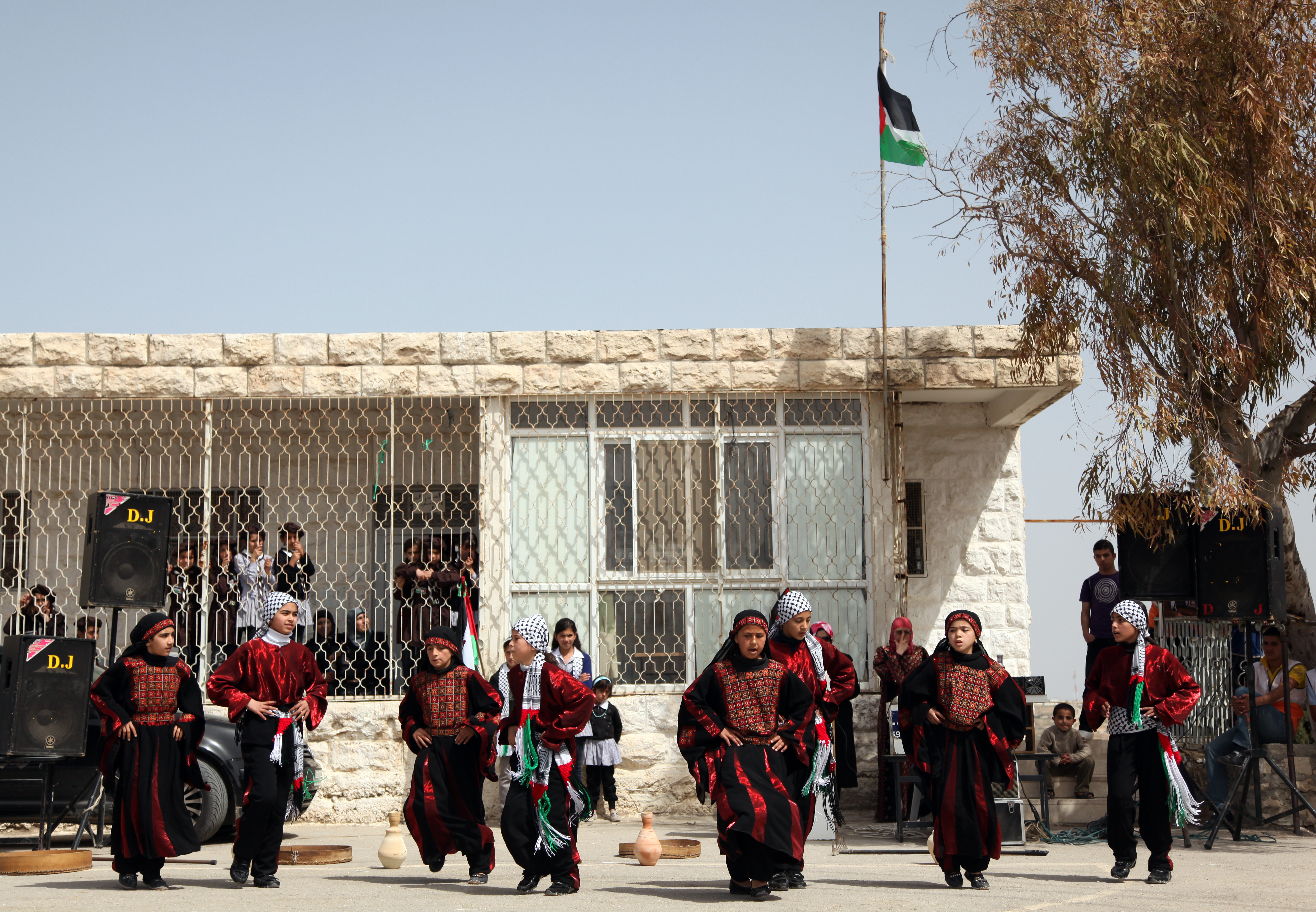
Jeunes palestiniennes de l'école Al Shioukh, lors de célébrations à Hébron, 2011.
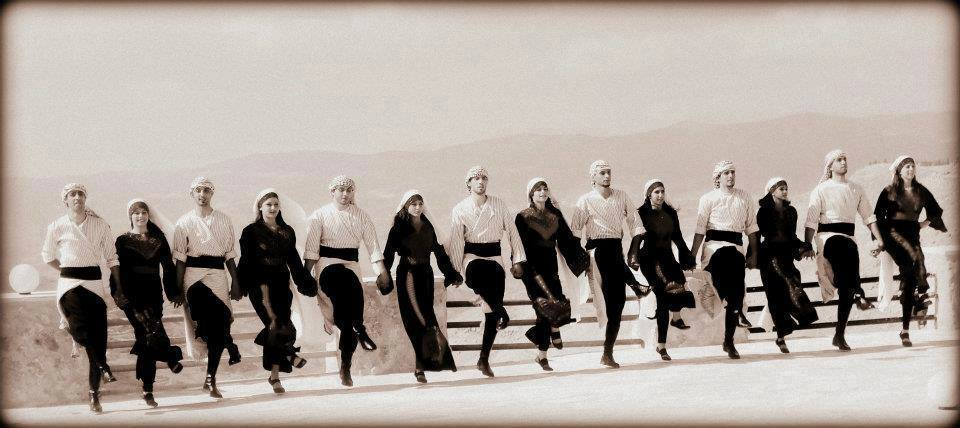
Danse de groupe palestinien.

## Reconnaissance
« La dabkeh, danse traditionnelle en Palestine » est inscrite sur la liste représentative du patrimoine culturel immatériel de l'humanité par l'UNESCO en décembre 2023.